# 中村伸行
中村 伸行（なかむら のぶゆき、1978年9月23日 - ）は、日本のプロデューサー。株式会社ブシロードにて『探偵オペラ ミルキィホームズ』のプロデューサーを務めた後、2016年より株式会社コロプラ在籍。愛称はのぶちゃん。

## 来歴
ブロッコリーやブシロードを創業した木谷高明に見出され、ブシロードに所属する。ブシロードでは、主としてコンシューマ向けのゲームの開発に携わった。また、テレビアニメにおいても、木谷がエグゼクティブプロデューサーを務めた『ティアーズ・トゥ・ティアラ』にてアソシエイトプロデューサーを担当するなど、ブシロード創業後の木谷を支え、右腕として辣腕を振るう。
ブシロードが構想したメディアミックス事業「Project MILKY HOLMES」においては、統括プロデューサーを任された。この「Project MILKY HOLMES」はブシロード初めてのオリジナルコンテンツであり、社運を賭けたプロジェクトとなった。マスメディア向けの記者発表では自ら登壇し説明するなど、キーマンとして活動した。
2016年1月20日に開催された「ミルキィホームズ 2016 大! プロジェクト発表会」にて、Project MILKY HOLMES統括プロデューサーを退任することが発表された。Project MILKY HOLMES関連作品である「トイズドライブ」のプロデューサーは継続していたが、2016年5月末をもってサービスを終了した。
その後コロプラに所属し、2017年頃から白猫プロジェクトのアシスタントプロデューサーを務めている。
2016年2月のトイズドライブver.2.0リリース発表から間もなくして、公式Twitterの投稿は停止されている。
なお、木谷とともに仕事をするようになったのは、ブシロード創業以降である。そのため、木谷がブロッコリー時代に手がけていた「Project G.A.」の関係者とはほとんど面識がなく、木谷や里見哲朗といった例外を除けば、関係者と言葉を交わしたこともない。

## 業績
中村が手がけた作品としては、ゲーム『探偵オペラ ミルキィホームズ』に代表される「Project MILKY HOLMES」の作品群がよく知られている。
魅力的なキャラクターづくりに腐心しており、設定などに工夫を凝らしている。また、アニメ版などでは主人公として活躍する生徒4人組についても、それぞれ熟考したキャラクターづくりを行っている。ストーリー展開上、主人公らにトラブルを持ち込む役回りを果たすメンバーに対しては、ただ単に外部から災厄をもたらすだけの人物ではプレイヤーの共感を得られないと判断し、「嫌われないトラブルメーカー」を目指したキャラクター設定を試みた。また、メンバーの中で最年長の人物に対しては、頼り甲斐のある年上の人物として設定すると、この人物ばかりが主導権を握り他のメンバーが追随するだけのストーリーとなってしまうことを懸念し、「頼れないお姉さん」を目指したキャラクター設定を行った。
また白猫プロジェクトでは2017年5月に開催された白猫テニス、魔法使いと黒猫のウィズとの自社開発アプリ3作品合同イベント『アイドルωキャッツ』のPV、シナリオなどの開発に携わったと、コロプラのYouTube公式チャンネルで公表したほか、同チャンネルで白猫プロジェクトの新情報や新イベントの説明をする立場にもなっている。

## 人物
コミュニケーション
ツイッターでは、「Project MILKY HOLMES」関連のつぶやきは「ミルキィホームズ」を名乗り、それ以外のつぶやきでは「NaQ」を名乗っている。
趣味嗜好
好きなアニメとして『けいおん!』を挙げており、特に主人公の田井中律がお気に入りのキャラクターである。ツイッターに中村が開設したProject MILKY HOLMES用アカウントのフォロワーが4000名を超えた際、フォロワーらに対し「告知効果なんかない、やる意味もないと言われてた事もあったんだけど、たくさんの皆さんの支援で今があります」などと謝辞を述べていたものの、途中から「4000フォローは無視できないはず! 今なら僕の声は世界に届く! やった! けいおんで一番可愛いのは律ちゃんだ!!! 俺は律ちゃんと結婚する!」などと発言し、Project MILKY HOLMESとは全く無関係の話題を熱く語っている。また、『けいおん!』のキャラクター商品であるパーカーも愛用しているが、それを着て駅にいたところ、パーカーを目にした外国人が驚いて「オーマイガーッ!」と叫ばれたこともある。
交友関係
格闘家の長島☆自演乙☆雄一郎とは、『カード学園』などの仕事を通じて交流がある。2人で『拳児』、『バキ』、『修羅の門』など漫画について共に語り合い、意気投合した。長島から格闘技イベント「Dynamite!! 〜勇気のチカラ2010〜」で『探偵オペラ ミルキィホームズ』のコスプレをしたいと申し出があった際には快く承諾したうえで、ダンサーとして主演声優たちを共演させてはどうかと逆提案した。その結果、「Dynamite!! ?勇気のチカラ2010?」では、長島の入場時に声優ユニット「ミルキィホームズ」の4名がダンスを披露し、さらに試合後の記者会見にも同席した。
エピソード
2012年9月23日は中村の34歳の誕生日であり、東京ゲームショウにてブシロードブースの特設プロレスリング上でミルキィホームズの4人からバースデーソングのプレゼントを受けた。

## 作品

### ゲーム
- 探偵オペラ ミルキィホームズ（2010年） - 統括プロデューサー
- 白猫プロジェクト（2016年 -） - アシスタントプロデューサー

### テレビアニメ
- ティアーズ・トゥ・ティアラ（2009年） - アソシエイトプロデューサー
- 探偵オペラ ミルキィホームズ（2010年） - 統括プロデューサー
- 探偵オペラ ミルキィホームズ 第2幕（2012年） - 統括プロデューサー
- 探偵オペラ ミルキィホームズ Alternative ONE & TWO（2012年） - 統括プロデューサー
- CØDE:BREAKER（2012年） - プロデューサー

### OVA
- 英雄伝説 空の軌跡 THE ANIMATION（2011年） - プロデューサー

### バラエティ
- カード学園（2009年 - 2010年）